# Delphinium ironorum
Delphinium ironorum är en ranunkelväxtart som beskrevs av Nikolaj Adolfovitj Busj. Delphinium ironorum ingår i släktet storriddarsporrar, och familjen ranunkelväxter. Inga underarter finns listade i Catalogue of Life.